# 来宮駅
来宮駅（きのみやえき）は、静岡県熱海市福道町にある、東日本旅客鉄道（JR東日本）伊東線の駅である。駅番号はJT 22。

## 概要
日中を中心に伊東線では伊豆急行線との相互直通運転が実施され、朝・夕 - 夜には伊東線を走行する上野東京ライン系統の列車も発着する。
交通系ICカード「Suica」が導入され、「Suica首都圏エリア」に属し、首都圏ICカード相互利用サービスおよび交通系ICカード全国相互利用サービスに対応している。また、旅客営業規則の定める大都市近郊区間制度における「東京近郊区間」にも属している。
伊東線の途中駅（熱海駅の被管理駅である当駅・伊豆多賀駅、伊東駅の被管理駅である網代駅・宇佐美駅）では2015年（平成27年）3月8日より実施の無人駅化に合わせた「駅遠隔操作システム（現・お客さまサポートコールシステム）」の導入に伴い、自動券売機から多機能券売機への交換、伊東駅へ繋がるインターホン・券面確認台を併設した自動精算機の新設が行われた。従来、有人窓口以外で行うことができなかった処理については伊東駅の駅員が自動精算機を遠隔操作することにより対応している。なお、多機能券売機については、2023年10月現在は設置されていない。

### 東海道本線との関係
東海道本線のすぐそばにあり、地理的には伊東線がここから分岐している状態であるが、ホームがあるのは伊東線のみである。並行して走る東海道本線上には、東京方面から熱海止まりの列車が折り返すことができる電留線が本線の上下線外側に1線ずつ計2本ある。そのため熱海止まりの列車が東海道本線を経由して当駅の留置線に入線し、点検・整備を受け東京方面へ折り返していく。なお、当駅留置列車と東海道本線の乗務員時刻表には当駅の時刻が記載されている。
1935年の伊東線開業前は東海道本線の熱海駅 - 函南駅間に来宮信号場が存在し、伊東線はこの来宮信号場を起点に建設されたため、0キロポストは当駅に置かれている。伊東線開業時に東海道本線の来宮信号場は営業上廃止され、伊東線の熱海駅 - 伊豆多賀駅間に来宮駅が設置された（そのため、駅として開業した当初から来宮駅 - 函南駅間に営業キロは設定されておらず、運賃計算は熱海駅経由で行う）。もっとも、東海道本線は1968年まで熱海駅 - 来宮駅間を伊東線と共用、1968年に伊東線と分離された後も来宮駅の信号設備は継続して使用している。
なお丹那トンネルを抜けてきた東海道本線の東海旅客鉄道（JR東海）とJR東日本の会社境界は上り場内信号機近くのつなぎ目である。これは、当駅の構内配線が東海道本線と一体不可分になっており、旅客営業上の会社境界である熱海駅に会社境界を設置すると、当駅の資産区分が極めて複雑になるためである。
かつては国鉄で初めて導入されたCTCである、伊東線のCTCセンターが設置されていたが、2006年（平成18年）秋に伊東線のCTC装置が熱海駅構内の進路制御装置も含めたものに更新されたのに伴い、熱海駅に移転した。

## 歴史
- 1935年（昭和10年）3月30日：鉄道省の伊東線が熱海駅から網代駅まで開通、同時に当駅が開業[1]。
- 1943年（昭和18年）11月1日：鉄道省が改組し、運輸通信省鉄道総局の駅となる。
- 1945年（昭和20年）5月19日：運輸通信省鉄道総局が改組し、運輸省鉄道総局の駅となる。
- 1949年（昭和24年）6月1日：運輸省鉄道総局から業務が移管され、日本国有鉄道（国鉄）の駅となる。
- 1972年（昭和47年）3月15日：荷物扱い廃止[1]。
- 1987年（昭和62年）4月1日：国鉄分割民営化に伴い、東日本旅客鉄道（JR東日本）の駅となる[1]。
- 1997年（平成9年）4月1日：日勤化に伴い、駅員無配置時間帯を設定[5]。
- 2004年（平成16年）10月16日：ICカード「Suica」の利用が可能となる[6]。東京近郊区間に組み込まれる[6]。
- 2007年（平成19年）6月22日：みどりの窓口の営業を終了。
- 2009年（平成21年）10月1日：駅構内を全面禁煙化[7]。
- 2013年（平成25年）3月16日：特急「踊り子」の停車駅から外れる。
- 2015年（平成27年）3月8日：「駅遠隔操作システム（現・お客さまサポートコールシステム）」導入に伴い、無人化[2]。

## 駅構造
盛土上に島式ホーム1面2線を有する地上駅。近くを通る東海道本線に存在する丹那トンネルの掘削時に出た大量のズリ（捨石）で熱海梅園前の谷を埋め立てた場所に設置された。
駅舎は1番線の線路を挟んで南側に面しており、ホーム中程から盛土内の通路を通って連絡する。この通路は階段のみでありエレベーター等のバリアフリー設備はない。改札口には簡易Suica改札機が設置されている。

### のりば
| 番線 | 路線                      | 方向 | 行先                       |
| ---- | ------------------------- | ---- | -------------------------- |
| 1    | 伊東線                    | 下り | 伊東・伊豆急下田方面       |
| 2    | 伊東線 （上野東京ライン） | 上り | 熱海・横浜・東京・上野方面 |

（出典：JR東日本:駅構内図）
- 上野東京ライン系統の運行開始と同時に行われた2015年（平成27年）3月14日のダイヤ改正より朝・夕 - 夜に当駅から東海道線東京駅を経由して東北本線（宇都宮線）・高崎線への直通する列車が設定された。なお、宇都宮線直通は最遠で宇都宮まで、高崎線直通は最遠でも高崎（平日は籠原）まで。湘南新宿ライン系統の列車は引き続き当駅に乗り入れないため、小田原以東で乗り換えが必要となる。

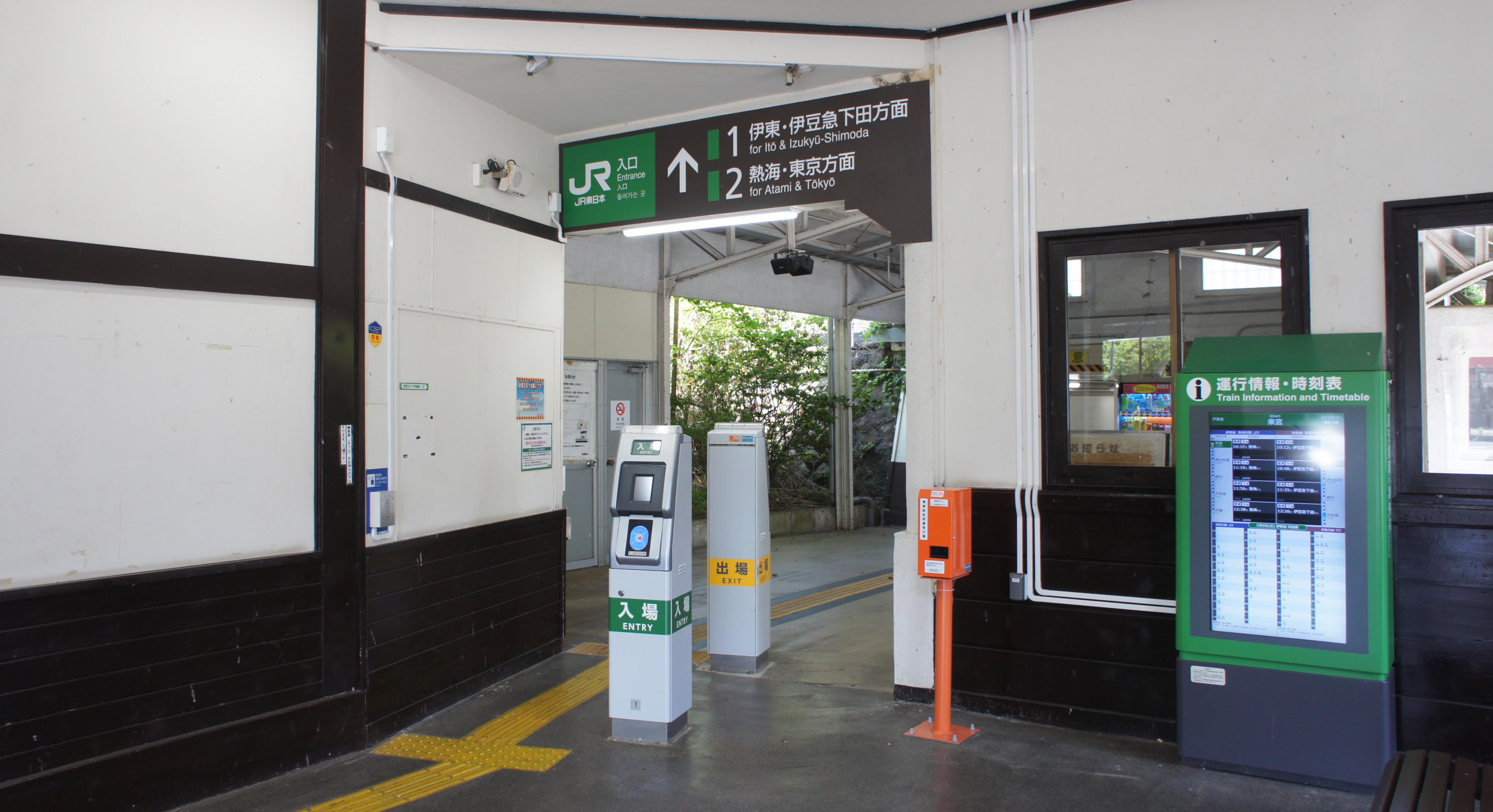
改札口（2021年5月）
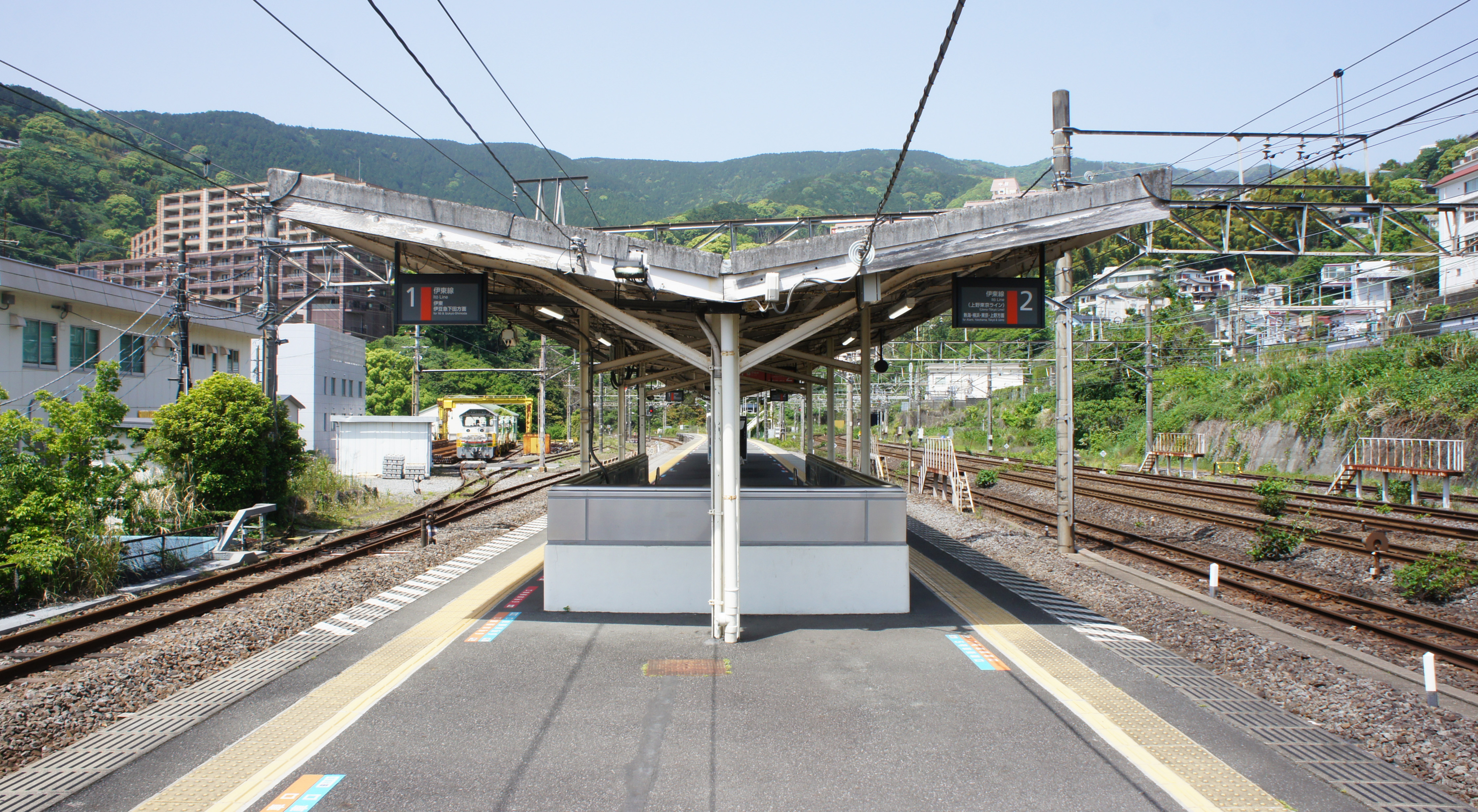
ホーム（2021年5月）
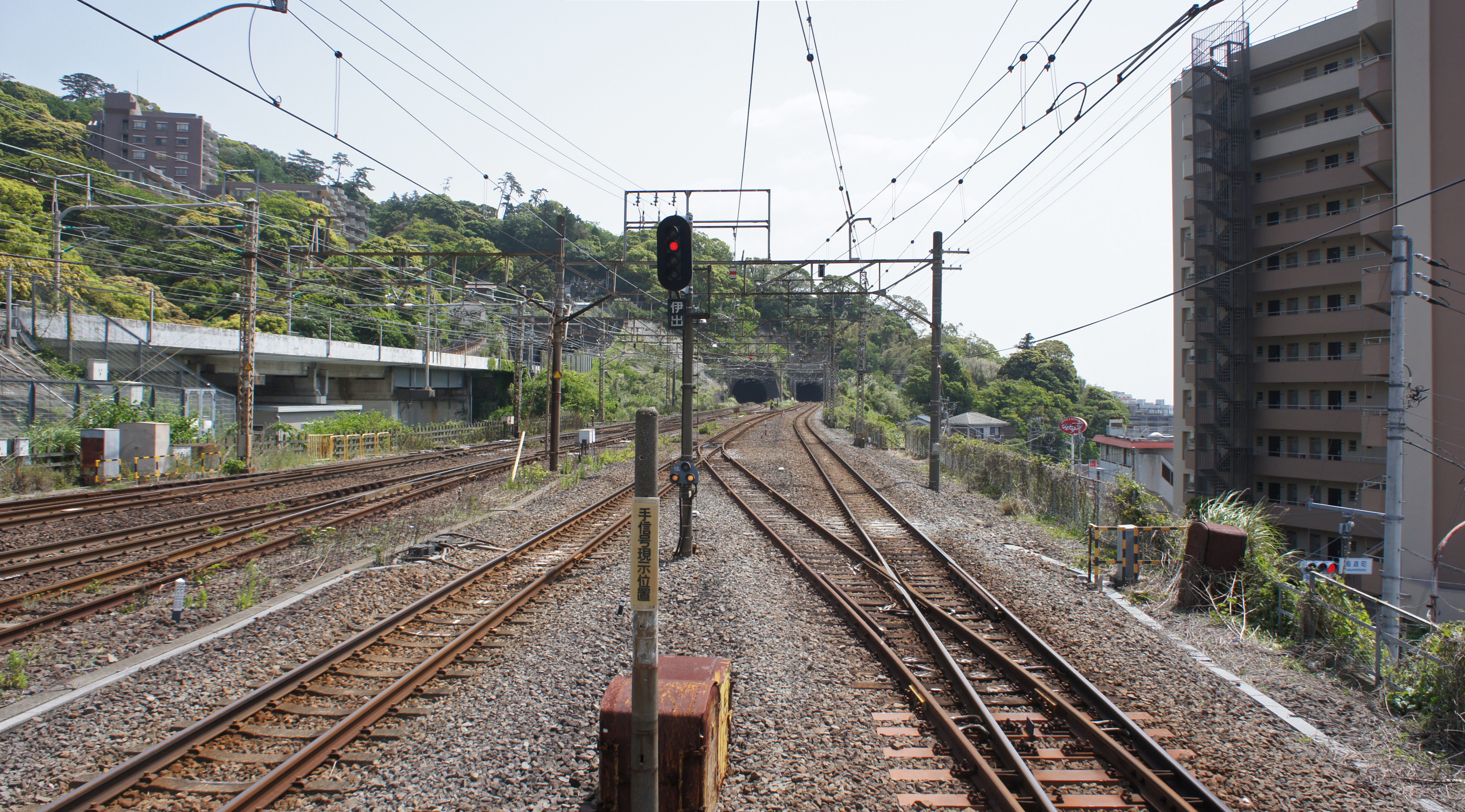
熱海方面を望む 左側に東海道本線の線路が並行している（2021年5月）
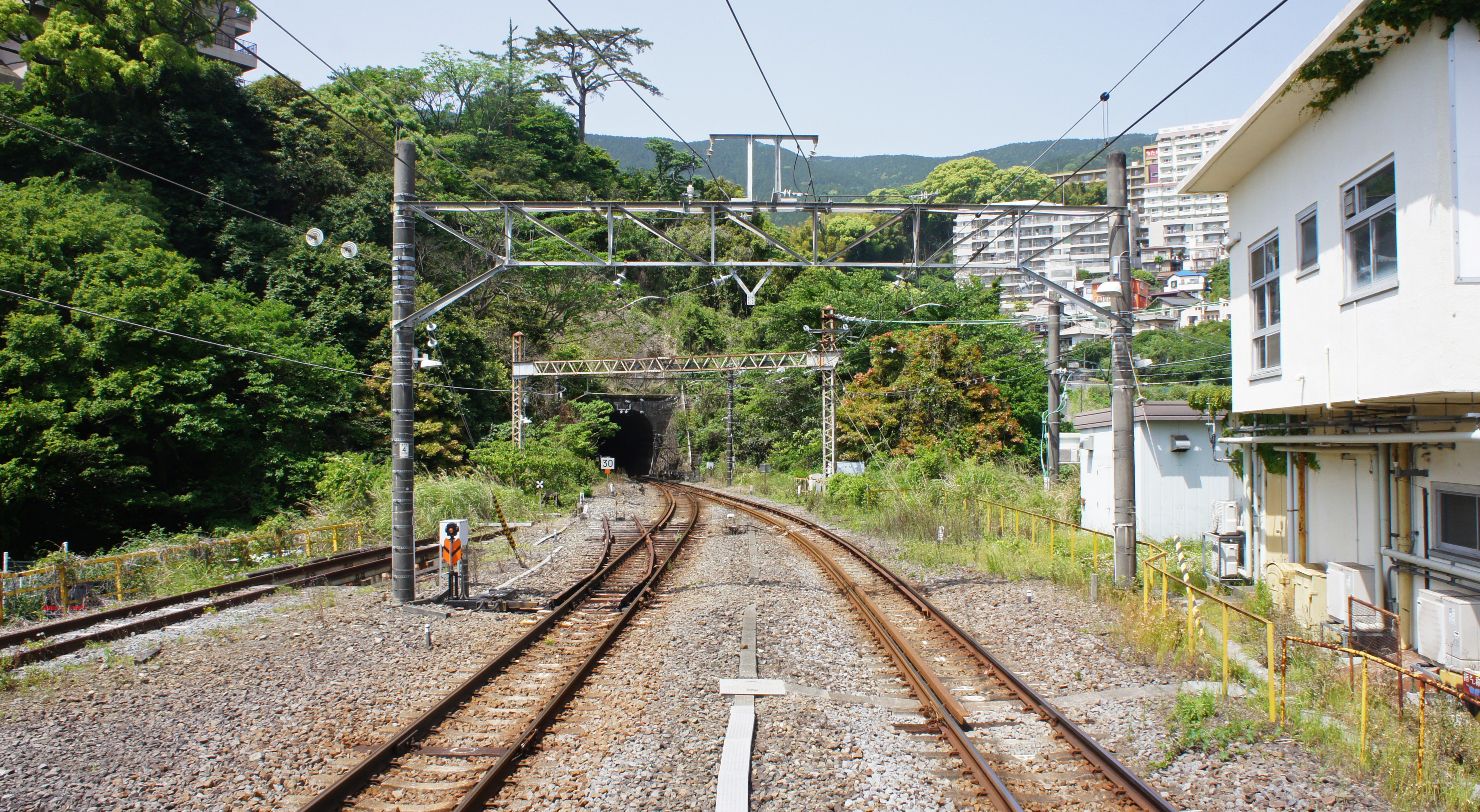
伊豆多賀方面を望む 当駅より先は単線となる（2021年5月）
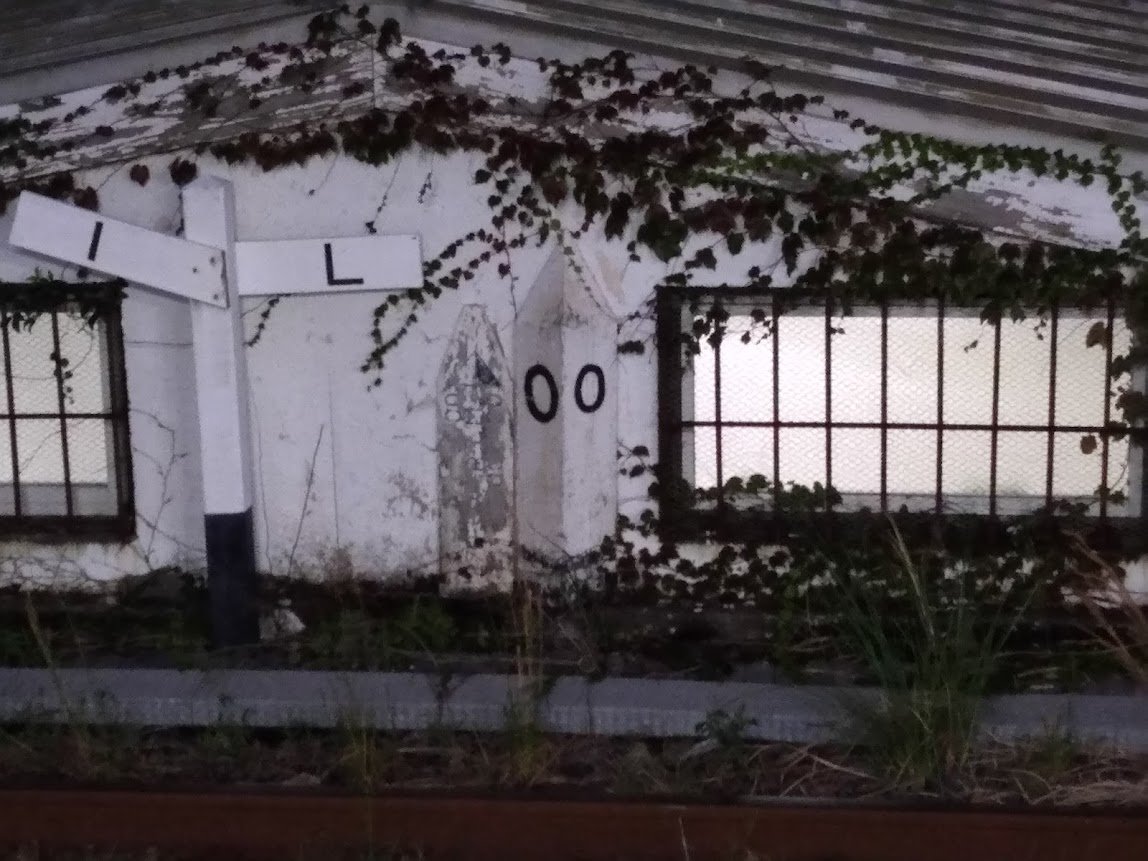
0キロポスト（2023年11月）

## 利用状況
2013年（平成25年）度の1日平均乗車人員は1,133人である。
近年の1日平均乗車人員の推移は以下の通りである。
| 年度               | 1日平均 乗車人員 | 出典     |
| ------------------ | ---------------- | -------- |
| 1993年（平成05年） | 1,749            | [ * 1 ]  |
| 1994年（平成06年） | 1,689            | [ * 2 ]  |
| 1995年（平成07年） | 1,648            | [ * 3 ]  |
| 1996年（平成08年） | 1,598            | [ * 4 ]  |
| 1997年（平成09年） | 1,423            | [ * 5 ]  |
| 1998年（平成10年） | 1,405            | [ * 6 ]  |
| 1999年（平成11年） | 1,369            | [ * 7 ]  |
| 2000年（平成12年） | 1,367            | [ * 8 ]  |
| 2001年（平成13年） | 1,344            | [ * 9 ]  |
| 2002年（平成14年） | 1,302            | [ * 10 ] |
| 2003年（平成15年） | 1,227            | [ * 11 ] |
| 2004年（平成16年） | 1,180            | [ * 12 ] |
| 2005年（平成17年） | 1,185            | [ * 13 ] |
| 2006年（平成18年） | 1,154            | [ * 14 ] |
| 2007年（平成19年） | 1,144            | [ * 15 ] |
| 2008年（平成20年） | 1,128            | [ * 16 ] |
| 2009年（平成21年） | 1,124            | [ * 17 ] |
| 2010年（平成22年） | 1,137            | [ * 18 ] |
| 2011年（平成23年） | 1,131            | [ * 19 ] |
| 2012年（平成24年） | 1,140            | [ * 20 ] |
| 2013年（平成25年） | 1,133            | [ * 21 ] |

## 駅周辺
- 静岡県道104号来の宮停車場線 - 全区間が静岡県道11号熱海函南線の重用区間となっている。
- 静岡地方法務局熱海出張所
- 熱海税務署
- 静岡県熱海総合庁舎 - 熱海保健所、熱海健康福祉センター、熱海財務事務所、熱海土木事務所のほか熱海市ふるさとハローワークが入居している。
- 静岡県熱海警察署
- 熱海市役所
- 熱海市消防署
- 熱海市立図書館
- 熱海郵便局
- 熱海梅園
- 丹那トンネル - 近くを通る東海道本線に存在する全長7,804 mの長大トンネル。
- 新丹那トンネル - 近くを通る東海道新幹線に存在する全長7,959 mの長大トンネル。
- 丹那神社 - 丹那トンネル工事の犠牲者67人の慰霊碑が建立している。
- 来宮神社
- 湯前神社
- 起雲閣
- 双柿舎 - 坪内逍遥が1920年（大正9年）から死去する1935年（昭和10年）までの晩年を過ごした。
- 海蔵寺 - 坪内逍遥の墓所がある。
- マックスバリュ熱海店
- 伊豆箱根バス「来の宮駅」停留所 - 相の原団地方面 / 熱海駅方面

## 隣の駅
東日本旅客鉄道（JR東日本）
 伊東線
■普通
熱海駅 (JT 21) - 来宮駅 (JT 22) - 伊豆多賀駅 (JT 23)

### 記事本文
1. 1 2 3 4  石野哲 編『停車場変遷大事典 国鉄・JR編』 II（初版）、JTB、1998年10月1日、87頁。ISBN 978-4-533-02980-6。
2. 1 2 3  “静岡）JR伊東線の4駅 3月8日から無人駅に”. 朝日新聞. (2015年2月5日).  オリジナルの2015年4月27日時点におけるアーカイブ。 2020年5月23日閲覧。
3. ↑  “事業エリアマップ” (PDF).  株式会社JR東日本ステーションサービス (2021年4月1日時点). 2021年4月7日時点のオリジナルよりアーカイブ。2021年4月7日閲覧。
4. 1 2  “駅の情報（来宮駅）：JR東日本”.   東日本旅客鉄道. 2023年10月18日時点のオリジナルよりアーカイブ。2023年10月19日閲覧。
5. ↑  平成　９年１２月　定例会－12月08日-05号 - 伊東市議会
6. 1 2  『首都圏でSuicaをご利用いただけるエリアが広がります』（PDF）（プレスリリース）東日本旅客鉄道、2004年8月23日。オリジナルの2019年7月9日時点におけるアーカイブ。2020年5月23日閲覧。
7. ↑  首都圏の駅の全面禁煙実施エリア拡大について (PDF)  - 東日本旅客鉄道

### 利用状況
JR東日本の2000年度以降の乗車人員
1. ↑  各駅の乗車人員（2000年度） - JR東日本
2. ↑  各駅の乗車人員（2001年度） - JR東日本
3. ↑  各駅の乗車人員（2002年度） - JR東日本
4. ↑  各駅の乗車人員（2003年度） - JR東日本
5. ↑  各駅の乗車人員（2004年度） - JR東日本
6. ↑  各駅の乗車人員（2005年度） - JR東日本
7. ↑  各駅の乗車人員（2006年度） - JR東日本
8. ↑  各駅の乗車人員（2007年度） - JR東日本
9. ↑  各駅の乗車人員（2008年度） - JR東日本
10. ↑  各駅の乗車人員（2009年度） - JR東日本
11. ↑  各駅の乗車人員（2010年度） - JR東日本
12. ↑  各駅の乗車人員（2011年度） - JR東日本
13. ↑  各駅の乗車人員（2012年度） - JR東日本
14. ↑  各駅の乗車人員（2013年度） - JR東日本

静岡県統計年鑑
1. ↑  静岡県統計年鑑1993（平成5年） (PDF)
2. ↑  静岡県統計年鑑1994（平成6年） (PDF)
3. ↑  静岡県統計年鑑1995（平成7年） (PDF)
4. ↑  静岡県統計年鑑1996（平成8年） (PDF)
5. ↑  静岡県統計年鑑1997（平成9年） (PDF)
6. ↑  静岡県統計年鑑1998（平成10年） (PDF)
7. ↑  静岡県統計年鑑1999（平成11年） (PDF)
8. ↑  静岡県統計年鑑2000（平成12年） (PDF)
9. ↑  静岡県統計年鑑2001（平成13年） (PDF)
10. ↑  静岡県統計年鑑2002（平成14年） (PDF)
11. ↑  静岡県統計年鑑2003（平成15年） (PDF)
12. ↑  静岡県統計年鑑2004（平成16年） (PDF)
13. ↑  静岡県統計年鑑2005（平成17年） (PDF)
14. ↑  静岡県統計年鑑2006（平成18年） (PDF)
15. ↑  静岡県統計年鑑2007（平成19年） (PDF)
16. ↑  静岡県統計年鑑2008（平成20年） (PDF)
17. ↑  静岡県統計年鑑2009（平成21年） (PDF)
18. ↑  静岡県統計年鑑2010（平成22年） (PDF)
19. ↑  静岡県統計年鑑2011（平成23年） (PDF)
20. ↑  静岡県統計年鑑2012（平成24年） (PDF)
21. ↑  静岡県統計年鑑2013（平成25年） (PDF)